# Vörå
Vörå schwedisch Vöråⓘ [ˈvøːroː], finnisch Vöyri [ˈvœy̯ri], ist eine Gemeinde in der Landschaft Österbotten im Westen Finnlands. Sie entstand in ihrer heutigen Form Anfang 2011 durch die Fusion der Gemeinden Vörå-Maxmo und Oravais. Die Gemeinde Vörå hat rund 6700 Einwohner auf einer Fläche von 790,8 Quadratkilometern. Mehr als 80 % der Bevölkerung sind Finnlandschweden.

## Geografie

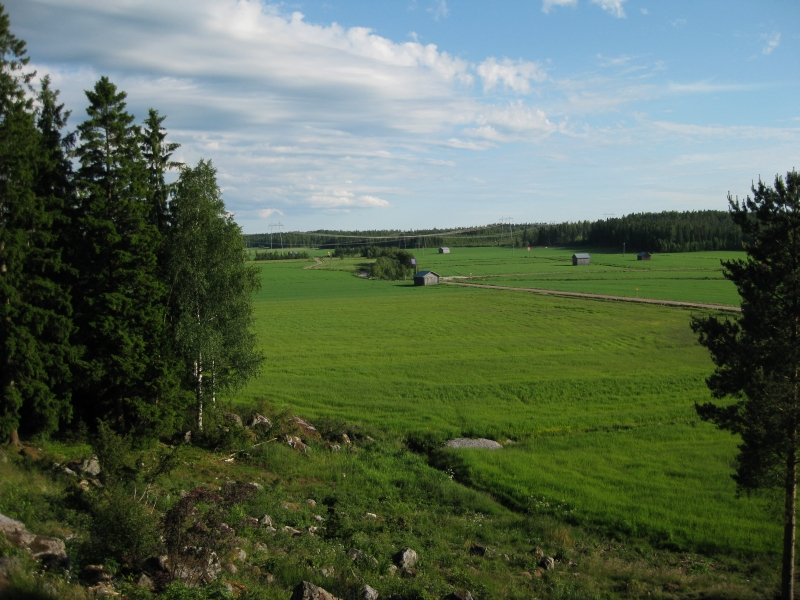
Typische Landschaft bei Oravais in Vörå

Vörå liegt in der Landschaft Österbotten an der Westküste Finnlands 35 Kilometer östlich der Stadt Vaasa. Nachbargemeinden sind Nykarleby im Nordosten, Kauhava im Osten, Isokyrö im Süden, Vähäkyrö im Südwesten sowie Korsholm im Westen.
Das Gemeindegebiet von Vörå hat unter Ausschluss der Meeresgebiete eine Fläche von 790,8 Quadratkilometern. Das Gebiet ist ländlich geprägt. Wie für Österbotten typisch ist das Gemeindegebiet flach und wird intensiv landwirtschaftlich genutzt. Durch die postglaziale Landhebung steigt Vörå pro Jahr um acht Millimeter aus dem Meer. Vor der Küste liegt ein Schärengebiet mit über 300 Inseln und Klippen, das zum Kvarken-Archipel gehört. Der Küste direkt vorgelagert sind die größeren Inseln Oxkangar, Särkimo und Österö-Västerö, weiter entfernt im offenen Meer liegt die Inselgruppe Mickelsörarna (Mikkelinsaaret). Letzteres wurde von der UNESCO als Teil der Weltnaturerbestätte Höga Kusten / Kvarken in die Liste des Weltnaturerbes aufgenommen.
Die Gemeinde Vörå hat drei Siedlungszentren (tätort/taajama): Vörå (Vöyri), Maxmo (Maksamaa) und Oravais (Oravainen). Es handelt sich um die Kirchdörfer der drei ehemaligen Gemeinden, die in Vörå aufgegangen sind. Das Kirchdorf von Vörå ist auch unter dem Namen Rökiö bekannt. Maxmo und Oravais liegen an der Küste, Vörå einige Kilometer landeinwärts.

## Geschichte

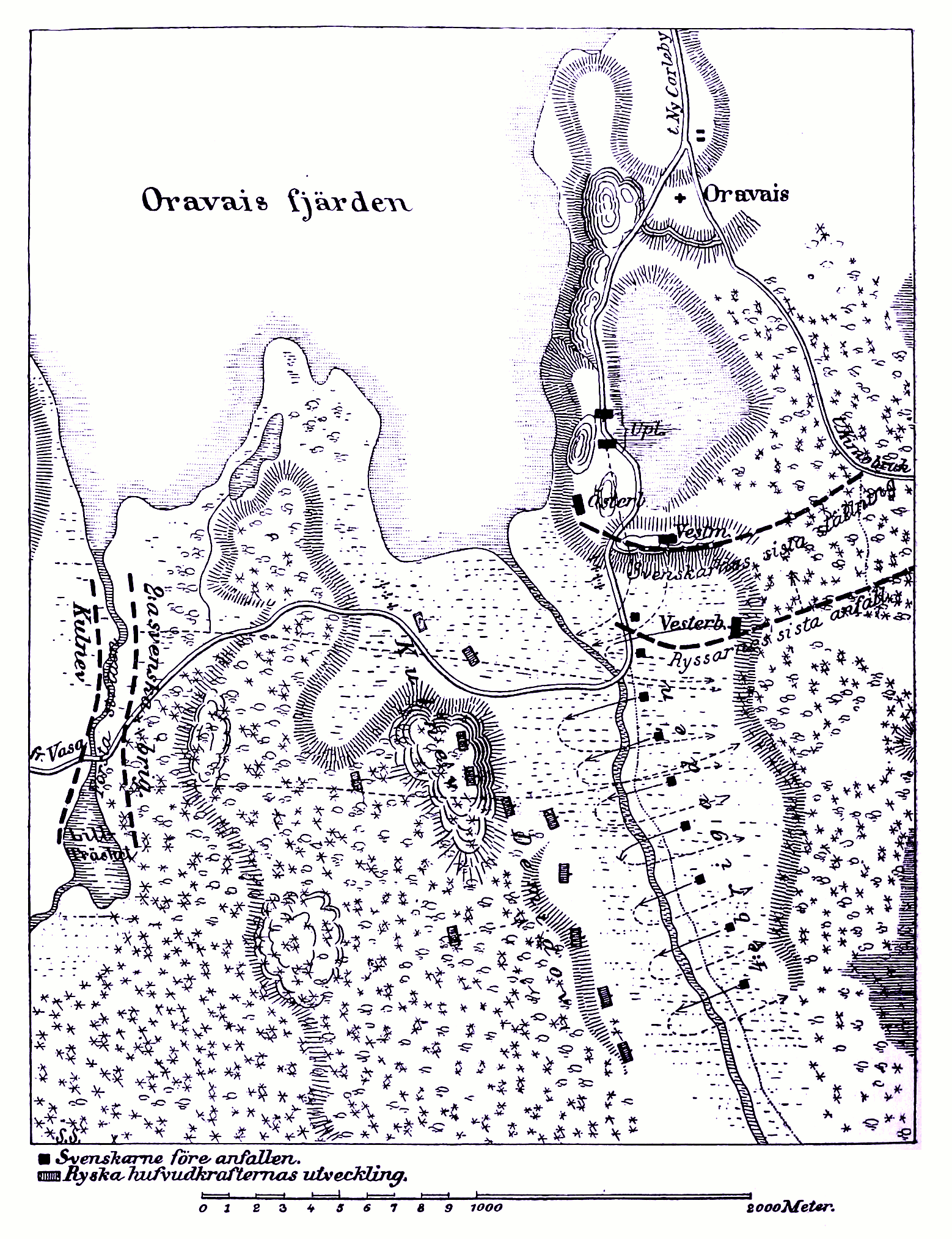
Schlachtplan der Schlacht von Oravais

Durch archäologische Funde ist nachgewiesen, dass die Gegend von Vörå während der Eisenzeit bis ins 8. Jahrhundert dauerhaft besiedelt war. Anfang des 9. Jahrhunderts nehmen die Spuren menschlicher Präsenz aber ab, und es scheint, dass das Gebiet von Vörå von da ab bis in die Zeit um 1200 weitgehend unbewohnt war. Im 13. Jahrhundert entstand wieder eine sesshafte Besiedlung, als sich Ackerbau treibende schwedische Neusiedler in der Gegend niederließen. Zur gleichen Zeit wurde das Gebiet von Vörå in das schwedische Reich und die Kirchenverwaltung eingegliedert.
Vörårunorna (dt. Vörårunen) sind in Vörå auf beweglichen Objekten gefundene Zeichen, die zwar runenähnlich sind, aber keine Runen sein müssen. Ein Text erwähnt den gotischen Frauennamen Botwi, der nicht aus Finnland stammt. Keine der Vörårunas ist sicher wikingerzeitlich. Unter den Forschern herrscht große Unsicherheit über ihr Alter.
Vermutlich Mitte des 15. Jahrhunderts wurde aus Teilen der Kirchspiele Isokyrö, Mussor (heute Korsholm) und Pedersöre die Kapellengemeinde Vörå gebildet. Diese wurde bald zu einem eigenständigen Kirchspiel und wird als solches erstmals 1489 und 1494 erwähnt. Oravais und Maxmo wurden 1859 bzw. 1872 als eigenständige Kirchspiele aus Vörå gelöst.
Im dritten russisch-schwedischen Krieg wurde am 14. September 1808 im Gemeindegebiet von Vörå die Schlacht von Oravais geschlagen, die die entscheidende Wende hin zum Sieg Russlands brachte. Als Ergebnis kam das Gebiet des heutigen Finnland im Jahr darauf zu Russland und wurde zum neugegründeten Großfürstentum Finnland. Kurz nachdem Finnland 1917 seine Unabhängigkeit von Russland erklärt hatte, brach der Finnische Bürgerkrieg aus. Vörå war durchgängig in der Hand der bürgerlichen „Weißen“, die hier ab Anfang 1918 ihre Truppen ausbildeten.
Zum Jahresbeginn 2007 vereinigte sich Vörå mit der Nachbargemeinde Maxmo zur Gemeinde Vörå-Maxmo. Die Gemeinde mit dem Doppelnamen existierte nur vier Jahre lang, denn Anfang 2011 wurden die Gemeinden Vörå-Maxmo und Oravais zu einer neuen Gemeinde fusioniert, die wieder den Namen Vörå trägt.

## Bevölkerung
Die Gemeinde Vörå hat 6.677 Einwohner (aggregierte Einwohnerzahl von Vörå-Maxmo und Oravais zum 30. Juni 2010). Dies ergibt eine Bevölkerungsdichte von 9,0 Einwohnern pro Quadratkilometer.
Die Küstengegend von Österbotten gehört zum Siedlungsgebiet der Finnlandschweden. Der finnlandschwedische Dialekt des Ortes zeigt große Ähnlichkeiten nicht nur mit der Mundart der angrenzenden österbottnischen Gemeinden, sondern auch mit den norrländischen Dialekten der gegenüberliegenden schwedischen Küstenregionen. Von den Einwohnern Vörås sprechen 83 % Schwedisch und 13 % Finnisch als Muttersprache. Offiziell ist die Gemeinde zweisprachig mit Schwedisch als Mehrheits- und Finnisch als Minderheitssprache. Der Ausländeranteil ist mit 4,5 % für eine ländliche Gemeinde in Finnland durchaus hoch. Grund dafür ist ein Aufnahmezentrum für Asylbewerber in Oravais.

## Politik
Nach der Fusion der Gemeinden Vörå-Maxmo und Oravais bildeten die Gemeinderäte der beiden ehemaligen Gemeinden bis zur nächsten Kommunalwahl 2012 gemeinsam den Gemeinderat der neuen Gemeinde Vörå. Wie in den meisten schwedischsprachigen Gebieten Finnlands wird das politische Geschehen von der Schwedischen Volkspartei, der traditionellen politischen Vertretung der Finnlandschweden, dominiert. Bei den Kommunalwahlen 2017 erhielt sie mit 92,0 % der Stimmen fast alle, nämlich 26 der 27 Sitze im Kommunalparlament. Außerdem sind noch die Sozialdemokraten mit einem Sitz im Gemeinderat vertreten (6,1 % der Stimmen). Das Linksbündnis mit 1,4 % und die Nationale Sammlungspartei mit 0,5 % der Stimmen konnten keinen Sitz erringen.
| Partei                               | Wahlergebnis 2017 | Sitze |
| ------------------------------------ | ----------------- | ----- |
| Schwedische Volkspartei              | 92,0 %            | 26    |
| Sozialdemokratische Partei Finnlands | 6,1 %             | 1     |
| Andere                               | 1,9 %             | 0     |

## Wappen

Wappen von Vörå

Ehemaliges Wappen von Vörå (1955–2006)

Seit sie 2011 durch die Fusion der Gemeinden Vörå-Maxmo und Oravais wieder ins Leben gerufen wurde, führt die Gemeinde Vörå das ehemalige Wappen der Gemeinde Vörå-Maxmo, welches diese wiederum von der ehemaligen Gemeinde Maxmo übernommen hatte. Es wurde 1954 vom Heraldiker Gustaf von Numers entworfen. Die Blasonierung lautet: Im blauen Schild ein Wassermann, in der rechten Hand einen Fisch und in der linken ein Kleeblatt haltend; alles in Silber. Das Motiv des Wassermanns übernahm von Numers aus dem Wappen seiner eigenen Familie, die aus Maxmo stammte, während der Fisch und das Kleeblatt für die Fischerei und Landwirtschaft als Haupterwerbszweige der Gemeinde stehen.
Von 1955 bis 2006 führte die damalige Gemeinde Vörå ein anderes Wappen, das ebenfalls von Gustaf von Numers entworfen wurde. Seine Blasonierung lautet: Im goldenen Schild schräg eine schwarze Bärentatze, auch die Krallen in Schwarz, begleitet zu beiden Seiten von einem grünen Kleeblattkreuz.

## Wirtschaft und Infrastruktur
Von den erwerbstätigen Einwohnern Vörås arbeiten 49 % im Dienstleistungssektor, 34 % in der Industrie und 16 % in der Landwirtschaft. Insgesamt gibt es in der Gemeinde 2.845 Arbeitsplätze. Die Arbeitslosenquote gehört mit 3 % zu den niedrigsten Finnlands. Die Landwirtschaft spielt in Vörå traditionell eine große Rolle. Insgesamt werden in der Gemeinde 15.200 Hektar landwirtschaftlich genutzt. Die wichtigsten Erwerbszweige sind der Getreideanbau und die Schweinezucht.
Durch Vörå verläuft die Staatsstraße 8, die der Westküste folgend von Turku über Vaasa nach Liminka bei Oulu führt. Die Europastraße 8 folgt dem Verlauf der Staatsstraße 8. An das Eisenbahnnetz ist Vörå nicht angeschlossen. Die nächsten Bahnhöfe befinden sich in Vaasa und in Kauhava. Der nächstgelegene Flughafen ist der Flughafen Vaasa.

## Kultur und Sehenswürdigkeiten

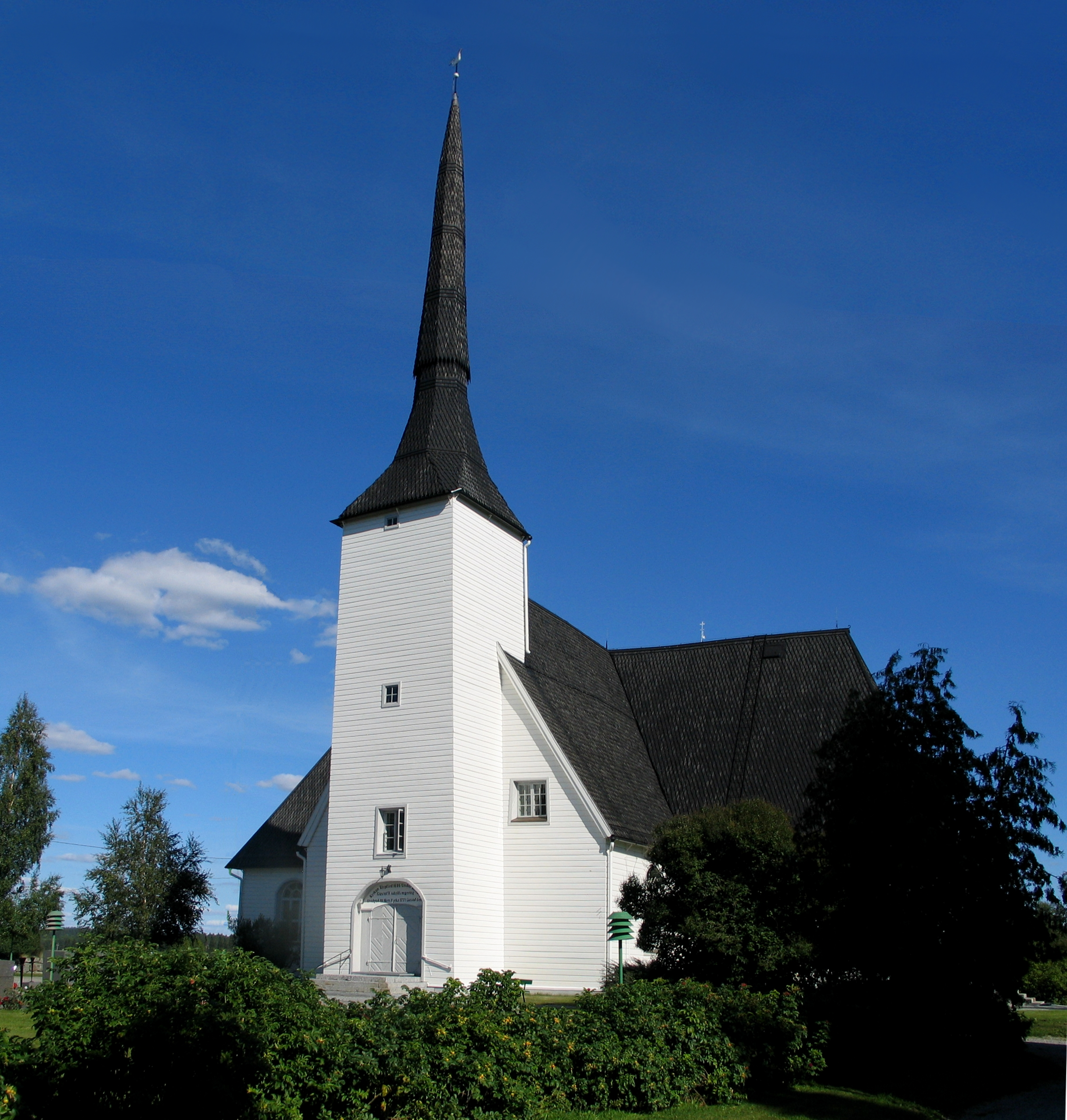
Die Kirche von Vörå

Die 1626–27 erbaute Kirche von Vörå befindet sich im Hauptort Rökiö. Sie ist die älteste noch in Gebrauch befindliche Holzkirche Finnlands. Ursprünglich als Stützpfeilerkirche errichtet, wurde sie 1777 zur Kreuzkirche erweitert.
Kruzifix und Altarschränkchen der Kirche von Vörå stammen aus dem 14. bzw. 15. Jahrhundert und wurden vermutlich in Lübeck geschnitzt; sie kamen wohl als Siegesbeute finnischer Söldner im Dreißigjährigen Krieg nach Finnland.
Das aus Vörå stammende, finnlandschwedische Musiktrio KAJ gewann das schwedische Melodifestivalen 2025 und vertritt Schweden beim Eurovision Song Contest 2025.

## Söhne und Töchter
- Johan Ollus (1886–1939), Eishockey-, Bandy- und Fußballspieler
- Heidi Kackur (* 1978), Fußballspielerin
- Kristoffer Jåfs (* 1980), Skispringer
- Staffan Tunis (* 1982), Ski-Orientierungsläufer
- Axel Ahman (* 1993), Jakob Norrgård (* 1993) und Kevin Holmström (* 1993), Mitglieder der Musikkaberettgruppe KAJ (Band)